# Mallinckrodt Pharmaceuticals
Mallinckrodt Pharmaceuticals ist ein irisches Unternehmen der pharmazeutischen Industrie mit Hauptsitz im englischen Staines-upon-Thames. Mallinckrodt stellt unter anderem Generika, Kontrastmittel und Analgetika her und vertreibt diese. Im Jahr 2015 beschäftigte das Unternehmen 2.700 Mitarbeiter.
1867 wurde G. Mallinckrodt & Co. in St. Louis von den Brüdern Gustav, Otto und Edward Mallinckrodt gegründet. Ihr Vater Emil Mallinckrodt kam als deutscher Einwanderer nach Amerika und kaufte bereits 1850 das Grundstück, auf welchem später die erste Produktionsstätte stehen sollte. In den Anfangsjahren belieferte das Unternehmen vornehmlich lokale Apotheken mit benötigten Pharmaka und vertrieb Grundchemikalien für die Herstellung fotografischer Filme. In den weiteren Jahrzehnten wurden Schmerzmittel und Kontrastmittel für den Einsatz in der Radiologie in das Produktprogramm aufgenommen. Während des Zweiten Weltkriegs lieferte Mallinckrodt angereichertes Uran für das Manhattan-Projekt. Die bei der Verarbeitung des Urans entstehenden nuklearen Abfälle wurden damals mit der Genehmigung der US-Regierung in der Region um St. Louis entsorgt. Bis heute beschäftigt sich das United States Army Corps of Engineers mit der Dekontamination von durch die Ablagerung schwach radioaktiver Abfälle betroffenen Gebieten. 1982 wurde das Unternehmen von Avon Products übernommen und ging von dort im Jahr 1986 auf die International Minerals and Chemical Corporation über. 2000 erfolgte die Übernahme durch Tyco International, dessen pharmazeutische und medizintechnische Sparte sich 2007 unter dem Namen Tyco Healthcare abspaltete und in Covidien umbenannte. Seit 2013 ist Mallinckrodt wieder ein unabhängiges Unternehmen.
Im Oktober 2020 hat Mallinckrodt angesichts zahlreicher drohender Prozesse um opioidhaltige Schmerzmittel einen Insolvenzantrag nach Chapter 11 gestellt.